# Experimental Dermatology
Experimental Dermatology, abgekürzt Exp. Dermatol., ist eine wissenschaftliche Fachzeitschrift, die vom Wiley-Blackwell-Verlag veröffentlicht wird. Die Zeitschrift ist das offizielle Publikationsorgan der European Immunodermatology Society und Arbeitsgemeinschaft Dermatologische Forschung. Sie erscheint mit zwölf Ausgaben im Jahr und veröffentlicht Arbeiten aus dem Bereich der Dermatologie.
Der Impact Factor lag im Jahr 2014 bei 3,763. Nach der Statistik des ISI Web of Knowledge wird das Journal mit diesem Impact Factor in der Kategorie Dermatologie an siebenter Stelle von 62 Zeitschriften geführt.